# Retrat de Felip II (Tiziano)
El retrat de Felip II va ser pintat en ocasió de la segona trobada entre el monarca i el pintor Ticià, a Augsburg. L'armadura damasquinada amb la qual es representa a Felip es troba en l'actualitat en la Reial Armeria de Madrid.
Abunden en el quadre símbols de la majestat real, com la columna, la taula coberta d'un mantell de vellut i, sobretot, la superba armadura de parada. Igual que fes un parell d'anys enrere amb el retrat del seu pare, Carlos V a cavall en Mühlberg (1548), Tiziano aconsegueix estilitzar la figura del príncep.
Segons consta en una carta del propi Felip, el retrat no va acabar de convèncer el príncep, a qui, si bé li agradava la imatge de majestat projectada, no convencia l'acabat final del rostre, considerant que s'havia pintat molt de pressa. Evidencia aquest judici que Felip no estava familiaritzat encara amb la manera de pintar a la veneciana practicat per Tiziano.
Al maig de 1551, Felipe va manar el retrat a la seva tia, Maria d'Habsburg. Des de 1600, el retrat figura en els inventaris realitzats en l'alcàsser de Madrid, on va ser copiat per Rubens en 1628, fins al seu trasllat al Museu del Prado en 1827.